# Black Knight
Pour les articles homonymes, voir Black Knight (homonymie).
Pour l’article ayant un titre homophone, voir Black Night.
Black Knight est une fusée britannique destinée à tester et vérifier la conception du véhicule de rentrée atmosphérique du missile Blue Streak.
Black Knight constitue le premier projet de fusée national du Royaume-Uni : il a été fabriqué par la société Saunders-Roe sur l'Île de Wight, son moteur-fusée a été testé sur cette île sur le site The Needles, et elle a été lancée depuis Woomera, en Australie-Méridionale. Elle fut conçue en 1955 par le Royal Aircraft Establishment (RAE) et Saunders-Roe, et 22 fusées ont été lancées entre 1958 et 1965. Les moteurs-fusées Gamma (en) ont été conçus et construits par la société Armstrong-Siddeley à Ansty, près de Coventry.

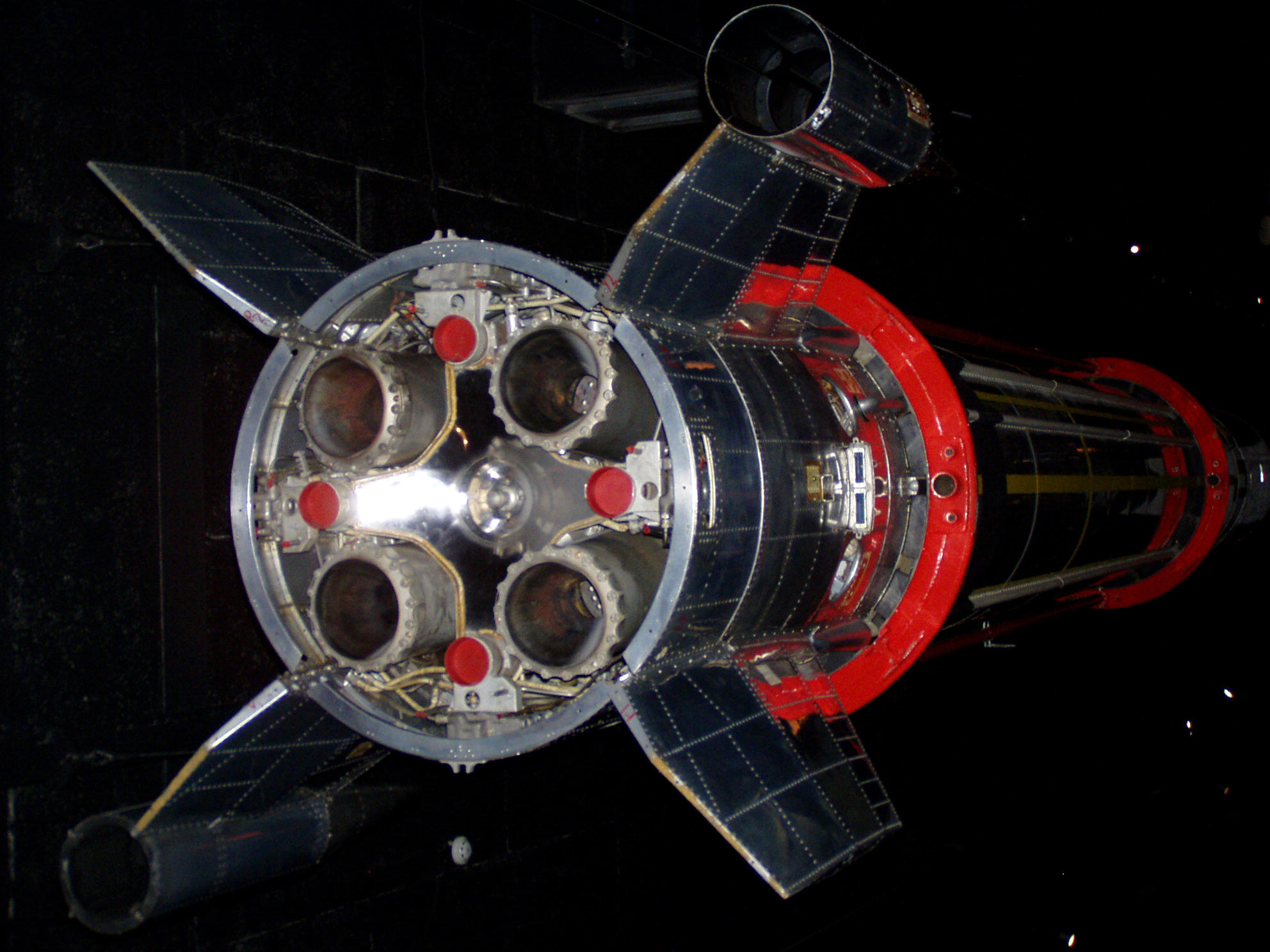
Partie arrière du Black Knight montrant les moteurs

Les deux premières fusées étaient des prototypes, elles furent lancées sans charge utile afin de démontrer leur bonne conception. La troisième emportait un véhicule de rentrée ; ce vol montra que le choix du design du corps de rentrée était le bon.
Les lancements suivants avec différentes têtes montrèrent des phénomènes inhabituels, et d'autres essais sous les noms de code Gaslight et Dazzle furent effectués en coopération avec les États-Unis.
Une grande variété de têtes furent essayées lors de ces tests, dont une sphère en cuivre pur et une en silice. Des têtes composées de matériaux composites à base d'amiante, connu sous le nom de « Durestos » furent aussi essayées, et les derniers tests s'achevèrent avec une tête conique, utilisée par la suite pour de nombreux autres véhicules de rentrée.
Tous les tirs de rentrée avaient lieu lors de nuits claires et sans lune, afin que le sillage lumineux du corps de rentrée puisse être photographié.
Une version améliorée du Black Knight, avec un diamètre augmenté de 36  à   54 pouces et un second étage plus puissant, baptisé Kestrel (littéralement : « crécerelle »), fut proposé pour une série supplémentaire d'expériences nommée Crusade. Cependant le Royal Aircraft Establishment réalisa différentes études pour transformer la fusée en lanceur de satellite. Le Trésor de Sa Majesté refusa de financer l'ensemble des projets, et la version agrandie du Black Knight fut annulée en faveur du lanceur Black Arrow.
Au total, 25 fusées Black Knight furent construites pour un coût unitaire d'un peu plus de £40 000. L'une (BK02) fut utilisée pour des essais au sol. Une autre (BK11) fut tirée dans le cadre du projet ELDO, afin de vérifier les installations de tir. 21 furent tirées pour des expérimentations sur les véhicules de rentrée et les deux dernières (BK02 et BK22) furent conservées dans des musées à Édimbourg et à Liverpool.
La fusée Black Knight BK02 est exposée dans la galerie Connect du musée royal d'Écosse à Édimbourg. Elle s'élève à près de 11 m de haut et plus de trois étages.